# Santo Augusto
Santo Augusto este un oraș în Rio Grande do Sul (RS), Brazilia.